# Бища
Бища (пол. Biszcza) — деревня в Билгорайском повете Люблинского воеводства Польши. Административный центр гмины Бища. По данным переписи 2011 года, в деревне проживало 1876 человек.

## География
Деревня расположена на юго-востоке Польши, в пределах Сандомирской низменности, к югу от реки Танев, на расстоянии приблизительно 16 километров к югу от города Билгорай, административного центра повета. Абсолютная высота — 201 метр над уровнем моря. К югу от населённого пункта проходит региональная автодорога 863, к востоку — региональная автодорога 835.

## История
Бища возникла на рубеже XV и XVI веков на землях Кшечувского староства Перемышльской земли Русского воеводства.
Согласно «Военно-статистическому обозрению Российской Империи», в 1847 году в селе Бища проживало 1918 человек. В административном отношении деревня входила в состав Замостского уезда Люблинской губернии Царства Польского. По состоянию на 1890 год село Бища являлась центром одноимённой гмины в составе Белгорайского уезда.
В период с 1975 по 1998 годы деревня входила в состав Замойского воеводства.

## Население
Демографическая структура по состоянию на 31 марта 2011 года:
|         | Всего | До трудоспособного возраста | Трудоспособного возраста | Старше трудоспособного возраста |
| ------- | ----- | --------------------------- | ------------------------ | ------------------------------- |
| Мужчины | 948   | 203                         | 661                      | 84                              |
| Женщины | 928   | 171                         | 570                      | 187                             |
| Всего   | 1876  | 374                         | 1231                     | 271                             |

## Достопримечательности
- Костёл Наисвятейшего Сердца Иисуса, 1912 г.
- Памятник павшим в годы советско-польской войны